# Lewisham
Lewisham és un districte de Londres, Regne Unit. Correspon exactament de l'àrea coneguda com a Sud-est de Londres. El districte de Lewisham està format pels següents barris reconeguts per la Metropolitan Police:
| - Bellingham - Blackheath - Brockley - Catford South - Crofton Park - Downham - Evelyn - Forest Hill - Grove Park | - Ladywell - Lee Green - Lewisham - New Cross - Perry Vale - Rushey Green - Sydenham - Telegraph Hill - Whitefoot |

A banda d'aquests, el barri de Deptford fou transferit al districte el 1965, i administrativament forma part de Lewisham.